# Anna Świrszczyńska
Anna Świrszczyńska, také známá jako "Anna Swir" či "A. Ś.", "A. Św." (7. února 1909 Varšava – 30. září 1984 Krakov), byla polská básnířka, autorka divadelních her a literatury pro děti a mládež. Její díla se zabývají tématy, jako jsou její zážitky z druhé světové války, mateřství, ženské tělo a smyslnost.

## Životopis
Świrszczyńska se narodila ve Varšavě a vyrostla v chudobě jako dcera umělce. V době narození spadala Varšava pod carské Rusko. Jeden z ruských úředníků zapal chybně do matriky Annino příjmení, které mělo znít Świerszczyńska, po otci. Jméno si nikdy nenechala opravit. Své básně začala publikovat ve 30. letech 20. století. Během nacistické okupace Polska se zapojila do polského hnutí odporu ve druhé světové válce a byla vojenskou ošetřovatelkou během Varšavského povstání. Psala pro underground a jednou čekala 60 minut na popravu. Czesław Miłosz píše o tom, že ji v této době znal, a přeložil svazek jejího díla. Zážitky z války silně ovlivnily její poezii. V roce 1974 vydala Building the Barricade, svazek, který popisuje utrpení, kterého byla svědkem a zažila během té doby. Upřímně také píše o ženském těle v různých fázích života.
Některé básně Świrszczyńské přeložil do nepálštiny Suman Pokhrel a jsou shromážděny v antologii nazvané Manpareka Kehi Kavita.   Siddheshwar Singh, Manoj Patel a další překladatelé přeložili mnoho jejích básní do hindštiny.  Devět jejich básní bylo posmrtně publikováno rodinou, dříve přeložené do nizozemštiny Gerardem Raschem, v jeho díle Memento v roce 2005. Hendrik Lindepuu přeložil sbírku básní Świrszczyńské do estonštiny a vydal ji jako samostatnou knihu: Anna Świrszczyńska. Ma ehitasin barrikaadi . Halliste : Hendrik Lindepuu Kirjastus, 2019. 187 stran. .
Španělský skladatel Luis de Pablo uvedl v roce 2019 premiéru kantáty femenina Anna Swir (Female Cantata Anna Swir), která vznikla na základě několika básní této autorky.

## Ukázka

### Básnické sbírky
- Wiersze i proza (Básně a próza, 1936)
- Liryki zebrane (Sebrané básně, 1958)
- Czarne słowa (Černá slova, 1967)
- Wiatr (Vítr, 1970)
- Jestem baba (Jsem žena, 1972)
- Poezje wybrane (Vybrané básně, 1973)
- Budowałam barykadę (Budování barikády, 1974)
- Szczęśliwa jak psi ogon (Šťastný jako psí ocas, 1978)
- Cierpienie i radość (Utrpení a radost, 1985)

### Sbírky v anglickém překladu
- Třicet čtyři básní o varšavském povstání (1977), New York. Přel.: Magnus Jan Kryński, Robert A. Maguire.
- Stavba barikády (1979), Krakov. Přel.: Magnus Jan Kryński, Robert A. Maguire.
- Šťastný jako psí ocas (1985), San Diego. Přel.: Czesław Miłosz & Leonard Nathan .
- Fat Like the Sun (1986), Londýn. Přel.: M. Marshment, G. Baran.
- Talking to My Body (Copper Canyon Press, 1996) Překlad: Czesław Miłosz & Leonard Nathan .
- Stavění barikády a jiné básně Anny Swir Tr. od Piotra Florczyka ( Calypso Editions, 2011).